# Sus-Massa
Sus-Massa (arab. ‏سوس-ماسة‎, Sūs-Māssa; fr. Souss-Massa) – region administracyjny w Maroku, w południowej części kraju. W 2024 roku liczył ok. 3 mln mieszkańców. Siedzibą regionu jest Agadir.
Dzieli się na dwie prefektury i cztery prowincje:
- prefektura Agadir-Ina Wutanan
- prefektura Inazkan-Ajt Mallul
- prowincja Szatuka-Ajt Baha
- prowincja Tarudant
- prowincja Tata
- prowincja Tiznit